# Nikolaj Tagantsev
Nikolaj Stepanovitj Tagantsev (ryska: Николай Степанович Таганцев), född 3 mars (gamla stilen: 19 februari) 1843 i Penza, död 22 mars 1923 i Sankt Petersburg, var en rysk jurist och senator.
Tagantsev medverkade till att införandet av den 1889 antagna finländska strafflagen suspenderades och var 1904 ordförande i finländsk-ryska kommission, som kom att definiera gränsdragningen mellan de ryska och finländska lagarna.